# Lury-sur-Arnon
Lury-sur-Arnon è un comune francese di 683 abitanti situato nel dipartimento del Cher, nella regione del Centro-Valle della Loira.

## Società

### Evoluzione demografica
Abitanti censiti